# Connecticut Sun 2007
La stagione 2007 delle Connecticut Sun fu la 9ª nella WNBA per la franchigia.
Le Connecticut Sun arrivarono terze nella Eastern Conference con un record di 18-16. Nei play-off persero la semifinale di conference con le Indiana Fever (2-1).

## Roster
| N° | Naz.                   | Ruolo | Sportivo          | Anno | Alt. | Peso |
| -- | ---------------------- | ----- | ----------------- | ---- | ---- | ---- |
| 9  | Grecia (bandiera)      | GA    | Euanthia Maltsī   | 1978 | 180  | 75   |
| 10 | Stati Uniti (bandiera) | G     | Jamie Carey       | 1981 | 168  | 61   |
| 12 | Polonia (bandiera)     | C     | Margo Dydek       | 1974 | 218  | 101  |
| 13 | Stati Uniti (bandiera) | G     | Lindsay Whalen    | 1982 | 173  | 68   |
| 15 | Stati Uniti (bandiera) | A     | Asjha Jones       | 1980 | 188  | 90   |
| 21 | Stati Uniti (bandiera) | GA    | Kamesha Hairston  | 1985 | 183  | 66   |
| 23 | Stati Uniti (bandiera) | G     | Cori Chambers     | 1985 | 175  | 70   |
| 24 | Stati Uniti (bandiera) | GA    | Megan Mahoney     | 1983 | 183  | 73   |
| 32 | Stati Uniti (bandiera) | GA    | Katie Douglas     | 1979 | 185  | 75   |
| 41 | Brasile (bandiera)     | AC    | Érika             | 1982 | 193  | 86   |
| 42 | Stati Uniti (bandiera) | G     | Nykesha Sales     | 1976 | 183  | 73   |
| 43 | Stati Uniti (bandiera) | A     | Le'coe Willingham | 1981 | 183  | 91   |
| 52 | Stati Uniti (bandiera) | A     | Kristen Rasmussen | 1978 | 193  | 78   |

## Staff tecnico
- Allenatore: Mike Thibault
- Vice-allenatori: Bernadette Mattox, Scott Hawk
- Preparatore atletico: Jeremy Norman
- Preparatore fisico: Jodi Hopkins